# Las puertas de la Casa de la Muerte
Las puertas de la Casa de la Muerte (en inglés: Deadhouse Gates) es la segunda novela de la serie de fantasía épica de Steven Erikson, Malaz: El Libro de los caídos. Las puertas de la Casa de la Muerte sigue a la primera novela, Los jardines de la luna y tiene lugar simultáneamente con los eventos de la tercera novela Memorias del hielo. La novela se publicó por primera vez en el Reino Unido el 1 de septiembre de 2000, con una edición de bolsillo el 1 de octubre de 2001. La primera edición de los Estados Unidos fue publicada en tapa dura por Tor Books el 28 de febrero de 2005 con una edición de bolsillo el 7 de febrero de 2006. Esta es la única novela de la serie donde las ediciones del Reino Unido y Estados Unidos comparten la misma portada; los otros libros de Estados Unidos usan un artista y estilo de portada diferente.     

## Resumen de la trama
Felisin Paran, la hermana más joven de Ganoes Paran, protagonista de la novela anterior, y la nueva consejera de la emperatriz Laseen, Tavore Paran, se ven atrapadas en un sacrificio de la nobleza por Laseen, que tiene la intención de eliminar los centros de poder rivales. Felisin conoce a Baudin, un matón, y a Heboric, un sumo sacerdote excomulgado de Fener, un dios de la guerra, que ha sido castigado con la amputación de sus manos. Los tres son enviados a una mina de otataral en la costa del continente de las Siete Ciudades, donde Felisin ofrece su cuerpo a Beneth, el autodenominado líder de los esclavos a cambio de protección para el trío, y se vuelve adicta al narcótico durhang.
Mientras tanto, Icarium, un inventor y guerrero inmortal mestizo Jaghut cuyo pasado destructivo ha sido eliminado de su memoria para proteger el mundo, viaja en compañía de Mappo Runt, un guerrero Trell, que está secretamente encargado de monitorear y, en última instancia, controlar la ira de Icarium. Los dos se ven están atrapados en una batalla entre Soletaken y D'ivers, cambiaformas que pueden tomar la forma de otra bestia o muchas bestias, respectivamente, para seguir a Tremorlor, una Casa Azath en el desierto sagrado Raraku, eso puede ofrecerles la ascendencia y, en última instancia, la divinidad. Los dos avanzan en la batalla para refugiarse en el templo de Iskaral Pust, un Sumo Sacerdote de las Sombras, que parece estar loco.
Mientras tanto, el líder de guerra de los wickanos, Coltaine, toma el mando del Séptimo Ejército del Imperio de Malaz, con órdenes de escoltar a los civiles de Malaz en las Siete Ciudades a la capital continental imperial en Aren, a cientos de leguas de distancia, a pie, para protegerlos de la esperada rebelión de las Siete Ciudades bajo la inspiración de Sha'ik, una profetisa en el desierto sagrado de Raraku. El Puño Alto del continente, Pormqual, rechaza un convoy naval, prefiriendo refugiarse en Aren. El historiador imperial, Duiker, acompaña al séptimo.
Mientras tanto, Violín, Kalam, Azafrán y Apsalar (antes conocida como Lastima), después de los eventos de los Jardines de la Luna, desembarcan en Ehrlitan, una de las Siete Ciudades. Su misión original era llevar de vuelta a Apsalar a su aldea natal, pero Kalam y Violín ahora planean matar a la emperatriz, utilizando a la rebelión de las Siete Ciudades como una forma para que Kalam se acerque a ella. Violín conoce a Kimloc, un mago que usa canciones para hacer hechizos, y ofrece una canción de poder que puede otorgar ascensión a los Abrasapuentes, a quienes cree que lucharon honorablemente en la guerra deshonrosa de su imperio para tomar las Siete Ciudades. Kalam, nativo de las Siete Ciudades, hace contacto con la resistencia al gobierno de Malaz, y acepta entregar el libro sagrado de Dryjhna, que desatará el apocalipsis de la rebelión, a Sha'ik en Raraku. Kalam es seguido por un capitán leal de las Espadas Rojas, Lostara Yil, quien descubre su misión. Yil sigue a Kalam y lo lleva a Sha'ik, lo ve entregarle el libro del apocalipsis y Kalam recibe como regalo a un demonio aptoriano como guardaespaldas. Yil mata a Sha'ik después de que Kalam se va, a pesar de los guardianes de Sha'ik, Leoman de los Mayales y el Toblakai. A medida que Violín, Azafrán y Apsalar viajan por separado a través de Raraku, los recuerdos de Apsalar confirman gradualmente que la Cuerda, el dios patrón de los asesinos que la poseyó como Lastima, fue anteriormente Danzante, el asesino del Emperador Kellenvad, y que Kellenvad y Danzante deben haber escapado del asesinato de Laseen en un esfuerzo por ascender a la divinidad y convertirse en los regentes de la Casa de las Sombras.